# Stefan Angełow
Stefan Georgiew Angełow (bułg. Стефан Георгиев Ангелов, ur. 7 stycznia 1947 w Bjałej wodzie, zm. 21 grudnia 2019 w Sofii) – bułgarski zapaśnik. Dwukrotny medalista olimpijski.
Walczył w stylu klasycznym. Brał udział w dwóch igrzyskach olimpijskich (IO 72, IO 76), na obu zdobywał brązowe medale. I w 1972 i 1976 był trzeci w najniższej wadze, do 48 kilogramów. Na mistrzostwach świata w 1971 i 1975 zajmował trzecie miejsce. Zdobył srebro mistrzostw Europy w 1972.